# ساووآ (منطقه)
ساوُآ (به فرانسوی: Savoie) یک منطقهٔ مسکونی در فرانسه است.
ساووآ نام فئودال‌نشین قدیمی در اروپا بوده که به‌طور تقریبی منطقه آلپ غربی از دریاچه ژنو در شمال تا دوفینی در جنوب را در بر می‌گیرد. منطقه تاریخی ساووآ تحت حکومت فئودالی خاندان ساووآ در طی سده‌های ۱۱ تا ۱۴ میلادی به وجود آمد. ساووآ هم‌اکنون در میان کشورهای فرانسه، ایتالیا و سوئیس تقسیم شده‌است.
این منطقه به وسیله رودولف سوم، پادشاه بورگوندی در سال ۱۰۰۳ تأسیس شده بود و دودمان ساوی حکومتی با طولانی‌ترین سلطنت در اروپا شد. آن‌ها به این قسمت تحت عنوان کنت‌نشین ساووی تا ۱۴۱۶ و از ۱۴۱۶ تا ۱۸۶۰ تحت عنوان دوک‌نشین ساووی حکم راندند.